# Catena Lucretius (RNII)
La Catena Lucretius (RNII) è una struttura geologica della superficie della Luna.